# Russo, Ticino
Russo  är en ort i kommunen Onsernone i kantonen Ticino, Schweiz. 
Russo var tidigare en självständig kommun, men 1995 gick Russo och två andra kommuner ihop i kommunen Onsernone.